# Astracantha condensata
Astracantha condensata là một loài thực vật có hoa trong họ Đậu. Loài này được (Ledeb.) Podlech miêu tả khoa học đầu tiên.